# Il canto del fiume
Il canto del fiume (Swanee River) è un film del 1939 diretto da Sidney Lanfield.
È un film drammatico statunitense con Don Ameche, Andrea Leeds e Al Jolson. È liberamente ispirato alle vicende biografiche di Stephen Foster, un cantautore di Pittsburgh che si innamora del South, sposa una ragazza sudista e viene poi accusato di simpatizzare con i sudisti quando la scoppia guerra civile.

## Produzione
Il film, diretto da Sidney Lanfield su una sceneggiatura di John Taintor Foote e Philip Dunne, fu prodotto da Darryl F. Zanuck per la Twentieth Century Fox Film Corporation e girato nei 20th Century Fox Studios a Century City, Los Angeles, in California. Don Ameche dovette imparare a ballare il tip tap e a suonare il violino per interpretare Stephen Foster.

### Colonna sonora
Il canto del fiume ottenne una nomination per gli Oscar alla migliore colonna sonora del 1940.
- Curry a Mule - scritta da Sidney Lanfield e Louis Silvers
- Gwine Down the River - scritta da William 'Wee Willie' Davis
- Mule Song - scritta da Hall Johnson
- Oh! Susanna - scritta da Stephen Foster
- Gwine to Rune All Night o De Camptown Races - scritta da Stephen Foster
- My Old Kentucky Home, Good-Night - scritta da Stephen Foster
- Ring de Banjo - scritta da Stephen Foster
- Jeanie with the Light Brown Hair - scritta da Stephen Foster
- Old Black Joe - scritta da Stephen Foster
- Old Folks at Home aka Swanee River - scritta da Stephen Foster
- Beautiful Dreamer - scritta da Stephen Foster[7]

## Distribuzione
Il film fu distribuito con il titolo Swanee River negli Stati Uniti dal 5 gennaio 1940 (première il 29 dicembre 1939) al cinema dalla Twentieth Century Fox Film Corporation.
Altre distribuzioni:
- in Svezia il 6 maggio 1940 (Sången från staden)
- in Portogallo il 12 marzo 1941 (Coração de um Trovador)
- in Danimarca il 30 gennaio 1942 (Sangen fra syden)
- in Giappone il 22 giugno 1951
- in Grecia (To tragoudi tou ponou)
- in Italia (Il canto del fiume)

### Critica
Secondo Leonard Maltin il film è "pieno di cliché" ma risulta comunque "godibile" grazie anche all'interpretazioni (recitative e canore) di Christy.

### Promozione
Le tagline sono:
- "The Story of Stephen C. Foster - The Great American Troubadour".
- "YOU"LL Thrill To the Songs...the Romances of STEPHEN FOSTER!!".